# Leon Kossak
Leon Robert Kossak (ur. 22 marca 1827 w Nowym Wiśniczu, zm. 18 czerwca 1877 w Krakowie) – polski malarz amator, pochodzący ze słynnego rodu Kossaków.

## Życiorys
Był oficerem, brał udział w powstaniu węgierskim 1848; przez rok przebywał w Australii, gdzie śladem najmłodszego brata Władysława poszukiwał złota. Od 1861 mieszkał w Galicji. W 1863 w czasie powstania styczniowego walczył na ziemi lubelskiej; zesłany na Sybir, wrócił ciężko schorowany do Krakowa około 1873.
Amatorsko malował akwarelowe sceny z życia żołnierzy, jego prace wystawiano we Lwowie w 1894 i 1930.